# 長谷川峻
長谷川 峻（はせがわ たかし、1912年4月1日 - 1992年10月19日）は、日本の政治家。位階は正三位勲一等、勲章は旭日大綬章。自由民主党衆議院議員。宮城県栗原郡若柳町（現在の栗原市）出身。

## 来歴・人物
宮城県築館高等学校
、早稲田大学専門部政経科卒業後、1933年に九州日報社（現 ・西日本新聞社）に入社。記者として活躍。この頃、緒方竹虎、中野正剛との知遇を得て、両雄の下で政治のイロハを学ぶ。1945年、緒方が東久邇宮内閣の国務大臣に就任すると、その秘書官を務めた。内閣では総理大臣の東久邇宮稔彦王の「国民諸君から直接手紙をいただきたい」との意向のもとで緒方のアイデアにより国民からの投書を募っていたが、稔彦王がすべての手紙を読むわけにもいかず、「平衡感覚を持った人」たる元記者の長谷川が手紙の整理役を務めた。また、寄せられ整理された手紙の内容を稔彦王に進講するのも長谷川の役目であったが、その長さはときに3時間にも及ぶこともあった。後年に『終戦内閣 東久邇政権・五十日』（政権シリーズ：行研、1987年8月）を著した。
1947年九州日報編集局長のため、公職追放となる。追放解除後の1952年の衆議院議員総選挙で宮城2区から無所属で立候補するが落選。翌1953年に自由党から立候補して初当選し緒方を補佐するが、1955年の総選挙で落選、さらに翌年には首相就任を目前にして、師である緒方が急死してしまう。
1958年に国政復帰。自民党では緒方派を継いだ石井派に属す。池田勇人内閣で文部政務次官に就任。佐藤内閣では新東京国際空港（現・成田国際空港）の建設に際し、現在の空港所在地である三里塚案についての自民党政務調査会交通部会での検討に関わったとされる。（→成田空港問題）
1973年の第2次田中角榮内閣第1次改造内閣、1974年の三木内閣では労働大臣、1982年の第1次中曽根内閣では運輸大臣と大臣職を歴任した。
しかし、1988年の竹下改造内閣で法務大臣として入閣した直後、当時世間を騒がせていたリクルート事件に関連し、リクルートからの政治献金が発覚。任命からわずか3日後で閣僚在任期間4日間の短命閣僚となり、戦後政治史では最短在任記録歴代1位となった。この退任劇は竹下内閣に少なからず影響を与えた。就任時の記者会見で「（リクルートと）ご縁がないからここに居られる」と大口をたたいたことが結果的に命取りとなった。
旧石井派が解消した後は、1979年に中川一郎が中心になって旗揚げした中川派に重鎮として参加。中川派解体後は石原慎太郎らと共に福田派→安倍派へ合流した。安倍の死後、派内で起こった三塚博と加藤六月の後継者争い（三六戦争）では、当時清和会座長であった長谷川の裁定で三塚を会長に推し、決着させた。
議員在職中の1992年10月19日、肝不全のため、東京都文京区の順天堂大学医学部附属順天堂医院で死去した。80歳没。同月21日、特旨を以て位を七級追陞され、死没日付をもって従六位から正三位勲一等に叙され、旭日大綬章を追贈された。追悼演説は同年12月3日、衆議院本会議で山口鶴男により行われた。
当選回数は通算13回。日本遺族会会長も務めた。墓所は鎌倉市東慶寺にある。
また皇居勤労奉仕は、1945年（昭和20年）11月に、長谷川と栗原郡青年団長の鈴木徳一が同道して宮内省を訪れて宮城（現在の皇居）の清掃奉仕を申し出て認められ、長谷川と鈴木が12月に栗原の青年や女性たちをメンバーとした「みくに奉仕団」を結成して宮城内の清掃作業を行ったことがきっかけで始まり、そのことが日本全国に伝わったことで各地から現在のように奉仕団が集り、皇居や御用地などの清掃作業を行うことが定着したと言われている。